# Anchinothria crassisetosa
Anchinothria crassisetosa är en ringmaskart som först beskrevs av Chamberlin 1919.  Anchinothria crassisetosa ingår i släktet Anchinothria och familjen Onuphidae. Inga underarter finns listade i Catalogue of Life.